# Tamaki Uchiyama
Tamaki Uchiyama (内山 環, 13 de desembre de 1972) és una exfutbolista japonesa.

## Selecció del Japó
Va debutar amb la selecció del Japó el 1991. Va disputar 58 partits amb la selecció del Japó. Ha disputat Copa del Món de 1991, 1995, 1999 i Jocs Olímpics d'estiu de 1996.

## Estadístiques
| Selecció del Japó | Selecció del Japó | Selecció del Japó |
| Anys              | Partits           | Gols              |
| ----------------- | ----------------- | ----------------- |
| 1991              | 6                 | 3                 |
| 1992              | 0                 | 0                 |
| 1993              | 0                 | 0                 |
| 1994              | 5                 | 1                 |
| 1995              | 9                 | 9                 |
| 1996              | 8                 | 3                 |
| 1997              | 6                 | 4                 |
| 1998              | 10                | 2                 |
| 1999              | 14                | 4                 |
| Total             | 58                | 26                |